# 金子昭
金子 昭（かねこ あきら、1961年 - ）は、日本の倫理学者、天理大学附属おやさと研究所教授。博士（哲学）。

## 略歴
- 1961年、奈良県天理市に生まれる
- 1989年、慶応義塾大学大学院文学研究科（哲学専攻）博士後期課程修了、天理大学附属おやさと研究所助手就任。
- 1993年、『シュヴァイツァー その倫理的神秘主義の構造と展開』にて論文博士号（博士（哲学）、慶應義塾大学）。
- 1994年、同論文にて和辻賞（日本倫理学会賞）受賞。
- 2003年、天理大学附属おやさと研究所教授に昇任。

## 著書
- 『シュヴァイツァー - その倫理的神秘主義の構造と展開』（白馬社、1995年） - 博士論文
- 『天理人間学総説 - 新しい宗教的人間知を求めて』（白馬社、1999年）
- 『駆けつける信仰者たち - 天理教災害救援の百年』（天理教道友社、2002年）
- 『驚異の仏教ボランティア - 台湾の社会参画仏教「慈済会」』（白馬社、2005年）
- 『天理経営論総説』（天理大学おやさと研究所、2010年）
- 『シュヴァイツァーその著作活動の研究 - 哲学・神学関係遺稿集を中心に -』（白馬社、2018年）
- 『現代における宗教批判の克服学 - 人間と宗教についての思想的探究 - 』（萌書房、2018年）

### 共著
- 『宗教原理主義を超えて』（富岡幸一郎との共著、白馬社、2002年）

### 翻訳
- 『自然のおしえ自然の癒し - スピリチュアル・エコロジーの知恵』（ジェームズ・スワン著、金子珠理との共訳、日本教文社、1995年）

### 論文
- CiNii>金子昭

### 科研費
- 科研費>金子昭